# 환영래도맥락촌
《환영래도맥락촌》(중국어: 欢迎来到麦乐村)은 2023년 방송되었던 중화인민공화국의 텔레비전 드라마이다.

## 등장 인물
- 진둥 - 마자(马嘉) 역
- 쭈펑 - 장다차오(江大乔) 역
- 장위치 - 우메이(武梅) 역
- 류관린 (刘冠麟) - 펑웨이(彭伟) 역
- 류민타오 - 스쭈즈(石竹子) 역
- 정용대 (丁勇岱) - 량썬린(梁森林) 역
- 조자기 (赵子琪) - 류샤오셴(柳晓弦) 역
- 류자 (刘佳) - 린난(林南) 역
- 정류원 (丁柳元) - 쉬후이(徐慧) 역
- 왕책 (王策) - 뤄진성(罗今生) 역
- 왕쯔젠 - 테이크아웃 소년 역